# Ayuda exterior
La ayuda exterior es la ayuda económica que los países desarrollados ofrecen a otros países con un nivel económico inferior (países subdesarrollados o emergentes) por diversos motivos, normalmente fomentar la industrialización y el desarrollo del país destinatario de la ayuda.
Aunque la ayuda exterior oficialmente se distribuye como forma de ayudar a la economía del destinatario, se ha criticado la existencia de otras razones de distinta índole que buscan el beneficio del propio país que envía el capital. Entre esos motivos pueden citarse motivos políticos y militares, así como económicos (crear nuevos mercados para las exportaciones propias).
La ayuda exterior puede realizarse a través de donaciones o de préstamos.
- Datos: Q2827815